# روش شائع (سمك)
الرَوْش الشائع، أو الرَوْش سمك نهري.